# 兰乔科尔多瓦 (加利福尼亚州)
兰乔科尔多瓦（英語：Rancho Cordova），是美国加利福尼亚州萨克拉门托县下属的一座城市。建市于2003年7月1日，面积大约为33.51平方英里（86.8平方公里）。根据2010年美国人口普查，该市有人口64,776人。